# Das Lied in mir
Das Lied in mir ist ein deutsches Drama von Florian Cossen aus dem Jahr 2010. Die TeamWorx-Produktion erhielt zahlreiche Filmpreise (unter anderem den Bayerischen Filmpreis für die beste Kamera). Das Lied in mir spielt hauptsächlich in Buenos Aires in Argentinien.

## Handlung
Während eines Zwischenstopps auf ihrer Reise nach Chile erkennt die 31-jährige Schwimmerin Maria am Flughafen in Buenos Aires ein spanisches Kinderlied wieder („Arrorro mi niño“). Obwohl Maria kein Wort Spanisch spricht, erinnert sie sich an den spanischen Text und die Melodie des Lieds. Verstört und aus der Bahn geworfen, verpasst sie ihr Flugzeug und bleibt in der fremden Stadt. Während sie sich auf die Suche nach einer Erklärung macht, taucht plötzlich ihr Vater Anton in Argentinien auf. Er beichtet seiner Tochter, dass er nicht ihr leiblicher Vater ist, sondern dass Maria Ende der siebziger Jahre die ersten drei Jahre ihres Lebens in Buenos Aires gelebt hat. Als ihre leiblichen Eltern 1980 als Opfer der argentinischen Militärdiktatur verschwanden, wurde Maria von Anton und seiner Frau nach Deutschland gebracht.
Nach der Beichte droht das vertraute Verhältnis zwischen Vater und Tochter an der jahrelangen Lüge zu zerbrechen. Während Anton möglichst bald zurück nach Deutschland will, um die Vergangenheit ruhen zu lassen, macht sich Maria in Buenos Aires auf die Suche nach ihrer argentinischen Familie. Doch als sie diese findet, erfährt sie, dass sie damals von ihren späteren Adoptiveltern entführt und versteckt wurde. Bis zuletzt kämpft der entthronte Vater um die Liebe seines Kindes, die entwurzelte Tochter bis zuletzt um die Wahrheit ihrer eigentlichen Identität.

## Auszeichnungen
Der Film erhielt folgende Auszeichnungen:
- Publikumspreis World Film Festival Montréal 2010
- FIPRESCI Preis World Film Festival Montréal 2010
- Golden Icon bester deutschsprachiger Spielfilm Zurich Film Festival 2010
- EASTMAN Förderpreis Internationale Hofer Filmtage 2010
- Bester Debütfilm Filmfestspiele Biberach 2010
- Berndt-Media-Preis für den besten Filmtitel Filmfest Lünen 2010
- Bayerischer Filmpreis 2010 an Matthias Fleischer für die beste Kamera
- Deutscher Filmpreis 2011 an Matthias Klein für die beste Filmmusik
- Deutscher Filmpreis 2011 an Beatriz Spelzini als beste weibliche Nebenrolle

## Kritiken
„Fremde Familie, vertrauter Fremder: ,Das Lied in mir‘ ist ein kluges, zuweilen grausam genaues Spiel mit jenen psychosozialen Parametern, durch die wir glauben, uns definieren zu können.“

„Das ästhetisch und erzählerisch konzentrierte Drama fragt mit ausgefeilten Bildkompositionen und einer bewundernswerten Fokussierung auf die nuanciert gespielte Hauptfigur nach Identität, Schuld und Vergebung; darüber treten die historisch-politischen Dimensionen der Geschichte eher in den Hintergrund.“